# Drunken Sailor
Drunken Sailor (englisch für „betrunkener Matrose / Seemann“) ist ein traditionelles Shanty (d. h. ein Arbeitslied der Seefahrer) im dorischen Modus. Es ist auch unter dem Titel What shall we do with the drunken sailor (englisch für „Was sollen wir mit dem betrunkenen Matrosen / Seemann tun“) bekannt.

## Original
Publiziert wurde der Liedtext erstmals 1891 unter dem Titel What to Do With a Drunken Sailor?, wobei die Melodien bereits 1824–1825 in Cole’s Selection of Favourite Cotillions in Baltimore herausgegeben wurden. Eine andere Version wurde von Richard Runciman Terry geschrieben und im Liederbuch The Shanty Book, Part I, Sailor Shanties abgedruckt.

## Aufnahmen und Abwandlungen
Mittlerweile wurde das Seemannslied Drunken Sailor von zahlreichen Sängern und Bands aufgenommen, beispielsweise von The Irish Rovers, Fiddler’s Green, Dschinghis Khan, Great Big Sea, den King’s Singers, Saltatio Mortis, Rapalje, Quadriga Consort, James Last, den Swingle Singers, Pete Seeger, The Fisherman’s Friends und Authority Zero. Es fand ebenfalls einen Platz in der Sammlung von Seemannsliedern Rogue’s Gallery: Pirate Ballads, Sea Songs, and Chanteys, die 2006 herausgegeben wurde.
Das Kingston Trio nahm den Song Early in the Morning auf, der dieselbe Melodie nutzt, aber einen veränderten Text enthält („When you lift your eyes and / see the sun a risin’ / on the far horizon / early in the morning.“). Ebenfalls mit einem neuen Text versah 2021 das Produzententeam Kris Kross Amsterdam in Zusammenarbeit mit den Sängern Shaggy und Conor Maynard die tradierte Melodie unter dem Titel Early in the Morning.
Die abgewandelte Version The Drunken Whaler gab Bethesda Softworks 2012 für das Computerspiel Dishonored in Auftrag, die dann unter anderem im E3-Trailer Verwendung fand.

## Aussprache des Wortes „early“
In modernen Darbietungen wird das Wort early oft als URL-eye (/ˈɜːrlaɪ/) ausgesprochen. In Veröffentlichungen aus dem 19. und frühen 20. Jahrhundert wurde jedoch keine stilisierte oder volkstümliche Aussprache vermerkt. Fast alle verfügbaren Feldaufnahmen, einschließlich derjenigen von James Madison Carpenter aus den 1920er Jahren, verwenden die Aussprache URL-ay. Eine von Carpenters Aufnahmen eines Mannes namens Tom Leary aus Olin, North Carolina, die online zu hören ist, verwendet jedoch tatsächlich diese Aussprache.
Der Opernsänger Leonard Warren nahm das Lied im Juli 1947 mit der URL-eye-Aussprache auf. Später, auf seiner populären Aufnahme von 1956, sprach Burl Ives das Lied ebenfalls als URL-eye aus. Der einflussreiche Shanty-Sammler Stan Hugill (1961) schrieb später, dass das Wort immer als URL-ay ausgesprochen wurde.

## Liedtext
What shall we do with a drunken sailor,

What shall we do with a drunken sailor,

What shall we do with a drunken sailor,

Early in the morning?

Refrain:

Hoo ray and up she rises,

Hoo ray and up she rises,

Hoo ray and up she rises,

Early in the morning

Traditionelle Verse:

1. Put him in the long boat till he’s sober,

2. Put him in the scuppers with a hose-pipe on him.

3. Shave his belly with a rusty razor.

4. Put him in bed with the captain’s daughter.

5. Take him and shake him and try to awake him.

Zusätzliche Verse:

6. Have you seen the captain’s daughter?

7. Put him in the bilge and make him drink it

8. Truss him up with a runnin’ bowline.

9. Give ’im a dose of salty water.

10. Stick on ’is back a mustard plaster.

11. Send him up the crow’s nest till he falls down,

12. Tie him to the taffrail when she’s yardarm under,

13. Soak ’im in oil ’til he sprouts a flipper.

14. Put him in the guard room ’til he’s sober.

15. That’s what we’ll do with the drunken sailor.

16. Keel haul ’im ’til he’s sober.

17. Put him in a hole with an angry weasel.

18. Scratch his back with a cat o’ nine tails.

19. Put him in the brig on bred and water.

Der zusätzliche Vers unter 15. beendet den Shanty und wird daher am Schluss gesungen.

Variationen:

a. Keep him there and make ’im bale ’er.

b. Pull out the plug and wet him all over,

c. Shave his balls with a rusty razor.

d. Give ’im a taste of the bosun’s rope-end.

e. Heave ’im by the leg with a runnin’ bowline.
Variation Refrain:
Weigh heigh and up she rises.